# Цибори-Крупи
Цибори-Крупи (пол. Cibory-Krupy) — село в Польщі, у гміні Завади Білостоцького повіту Підляського воєводства.
Населення — 33 особи (2011).
У 1975-1998 роках село належало до Ломжинського воєводства.

## Демографія
Демографічна структура станом на 31 березня 2011 року:
|          | Загалом | Допрацездатний вік | Працездатний вік | Постпрацездатний вік |
| -------- | ------- | ------------------ | ---------------- | -------------------- |
| Чоловіки | 16      | 3                  | 12               | 1                    |
| Жінки    | 17      | 4                  | 7                | 6                    |
| Разом    | 33      | 7                  | 19               | 7                    |